# Jacques Landauze
Jacques Landauze est un film français muet réalisé par André Hugon, sorti en 1920.

## Synopsis
Jacques Landauze, un poète à succès, ne sait pas résister à l'alcool qu'il supporte mal. Dans un moment d'ivresse, il tire sur un homme qu'il laisse pour mort. Il s'enfuit vers une campagne lointaine, où il change d'identité et devient Dumontel. Là, il fait la connaissance d'une jolie femme mariée, Germaine Montazon, plus attirée par les livres que par son mari. Le mari jaloux perce à jour l'identité de Dumontel, et, pour se venger d'une infidélité qu'il suppose, le force à boire. Quand Montazon comprend que sa femme n'est pas infidèle, il est trop tard, Landauze meurt dans la souffrance, tué par l'alcool.

## Fiche technique
- Réalisation : André Hugon
- Scénario : André Hugon et Albert Dieudonné
- Société de production : Les Films André Hugon
- Société de distribution : Pathé Frères
- Pays de production : France
- Format : Noir et blanc - Muet
- Genre : Drame
- Date de sortie : 
  - France : 9 avril 1920

## Distribution
- Séverin-Mars : Jacques Landauze
- Maud Richard : Germaine Montazon
- Jean Toulout : Montazon
- Marguerite de Barbieux : Denise Desgranges